# نبيل (اسم)
نبيل هو اسم علم مذكر من أصل عربي، ومعناه هو صفة مشبهة، بمعنى النجيب الأصيل الشريف الفضيل، مؤنثه نبيلة.

## شخصيات تحمل الاسم
- نبيل الزهر (لاعب كرة قدم فرنسي، 27 أغسطس 1986[2] – )
- نبيل العربي (وزير خارجية مصر، 15 مارس 1935 – )
- نبيل باها (لاعب كرة قدم مغربي، 12 أغسطس 1981[3] – )
- نبيل بن طالب (نبيل بن طالب (24 نوفمبر 1994) لاعب كرة قدم فرنسي ذو أصول جزائرية يلعب حاليا في نادي توتنهام هوتسبر في الدوري الإنجليزي الممتاز، 24 نوفمبر 1994[4] – )
- نبيل بهوي (لاعب كرة قدم سويدي، 5 فبراير 1991[5] – )
- نبيل درار (لاعب كرة قدم مغربي، 25 فبراير 1991 – )
- نبيل عيوش (1 أبريل 1969[6] – )
- نبيل غيلاس (لاعب كرة قدم جزائري، 20 أبريل 1990[7] – )
- نبيل فقير (nabil fekir، 18 يوليو 1993[8] – )
- نبيل معلول (لاعب كرة قدم تونسي، 11 يوليو 1962 – )

## وصلات خارجية
- موسوعة السلطان قابوس لأسماء العرب